# Redditch United FC
Redditch United FC är en engelsk fotbollsklubb i Redditch, grundad 1891. Hemmamatcherna spelas på The Trico Stadium. Klubbens smeknamn är The Reds. Klubben spelar i Southern Football League Premier Division Central.

## Historia
Klubben bildades 1891 under namnet Redditch Town FC. Man gick med i Birmingham Combination samma år och 1914 vann klubben ligan för första gången.
I början av 1970-talet gick man med i Southern Football League och lyckades ta sig till första omgången av FA-cupen för första gången. I den första matchen fick man 1–1 hemma inför 4 500 åskådare, men omspelsmatchen i Peterborough förlorades med 0–6.
Efter säsongen 2003/04 tog man sig upp i den nyligen skapade Conference North genom att vinna Southern Football League Division One West och två kvalspelsmatcher.
Säsongen 2006/07 klarade klubben sig från nedflyttning bara för att Scarborough fick tio poängs avdrag på grund av finansiella problem.

## Meriter
- Southern Football League Division One West: 2003/04
- Southern Football League Division One North: 1975/76
- Birmingham Senior Cup: 1924/25, 1931/32, 1938/39, 1976/77, 2004/05
- Birmingham Combination: 1913/14, 1932/33, 1952/53
- Birmingham and District League: 1954/55 (Southern Section)